# 8019 Karachkina

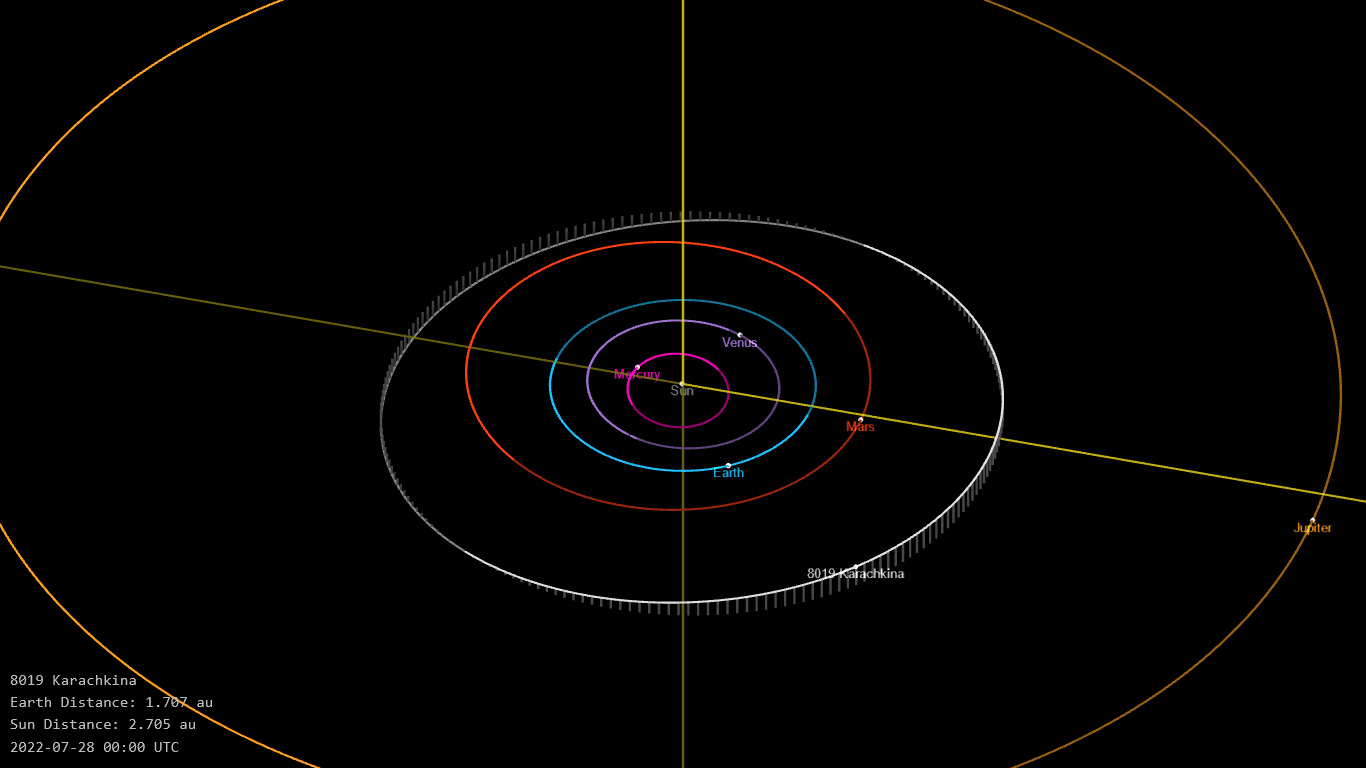

8019 Karachkina è un asteroide della fascia principale. Scoperto nel 1990, presenta un'orbita caratterizzata da un semiasse maggiore pari a 2,3691213 UA e da un'eccentricità di 0,1476121, inclinata di 4,15897° rispetto all'eclittica.
L'asteroide è dedicato all'astronoma russo-ucraina Ljudmila Georgievna Karačkina.